# Acanthomenia gaussiana
Acanthomenia gaussiana is een Solenogastressoort uit de familie van de Acanthomeniidae. De wetenschappelijke naam van de soort is voor het eerst geldig gepubliceerd in 1913 door Thiele.